# حادث حافلة كوريا الشمالية 2018
في يوم 22 أبريل 2018، سقطت حافلة كانت تقل سياح صينيون من فوق جسر في مقاطعة هوانغهاي الشمالية مما أسفر عن مقتل 32 سائح صيني و4 مرافقين من كوريا الشمالية.

## الحادث
سقطت الحافلة من فوق جسر في اقليم مقاطعة هوانغهاي الشمالية وقد كانت متجهة إلى بيونغ يانغ قادمة من مدينة كايسونغ.

## ردود الفعل
زار زعيم كوريا الشمالية كيم جونغ أون السفارة الصينية في بيونغ يانغ للتعبير عن بالغ تعاطفه مع اسر الضحايا.